# カナヅカ古墳
カナヅカ古墳（カナヅカこふん）または平田岩屋古墳（ひらたいわやこふん）は、奈良県高市郡明日香村平田にある古墳。形状は方墳。宮内庁により欽明天皇檜隈坂合陵の陪冢に治定されている。

## 概要
奈良盆地南縁、梅山古墳（欽明天皇陵）と鬼の俎・鬼の雪隠との間において、丘陵南斜面をコ字形にカットして造成された平坦面上に築造された古墳である。同一丘陵南斜面では、梅山古墳・カナヅカ古墳・鬼の俎・鬼の雪隠・野口王墓古墳（天武・持統天皇合葬陵）の4古墳が東西に並ぶ。江戸時代には石室が開口しており、明治期には石室が破壊を受けているほか、1995年度（平成7年度）以降に範囲確認調査が実施されている。
墳形は方形で、一辺約35メートルを測る。墳丘は2段築成。墳丘前面には東西約60メートル・南北約25メートルを測る大型のテラス面が構築される。墳丘周囲には周濠が巡らされており、北側で幅11.7メートルを測る。埋葬施設は両袖式の横穴式石室で、南方向に開口した（現在は埋没）。石室全長約16メートルを測る大型石室であり、石材には石英閃緑岩の巨石が使用される。石室内の副葬品は詳らかでない。
築造時期は、古墳時代終末期の7世紀後半頃と推定される。被葬者は明らかでないが、梅山古墳（欽明天皇陵）との位置関係などから欽明天皇皇孫女の吉備姫王（643年死去）の真墓とする説が挙げられている（現墓は梅山古墳南西の塚に治定）。

## 遺跡歴
- 江戸時代
  - 文化初年、河内秀根が『書紀集解』に梅山古墳の陪冢の「金冢」として記載[2]。
  - 文政12年（1829年）、津川長道が『卯花日記』に「金塚」として石室露出を記載[2]。
  - 嘉永元年（1848年）、北浦定政が『打墨縄』に「金塚」として吉備姫王墓とする説を記載[2]。
  - 嘉永7年（1854年）、津久井清影が『聖蹟図志』に「岩屋」として石室開口の様子を記載[2]。
  - 安政4年（1857年）、谷森善臣の『大和國山陵廻之日記』に「金冢」として吉備姫王墓とする説を記載[2]。
  - 慶応3年（1867年）、陵墓図に「字金塚檜隈坂合陵」として記載[2]。
- 1890年（明治23年）、三宅米吉が破壊に遭遇（喜田貞吉が記録）[2]。
- 1892年（明治25年）、宮内省（現・宮内庁）により欽明天皇檜隈坂合陵の陪冢に治定[2][1]。
- 1995-1997年度（平成7-9年度）、範囲確認調査（明日香村教育委員会、1996・1997・1998年に概要報告）[2][1]。
- 1999年（平成11年）、明治期の破壊当時の様子を記す資料の発見[2]。

## 埋葬施設
埋葬施設としては両袖式横穴式石室が構築されており、南方向に開口した（現在は埋没）。石室の規模は次の通り。
- 石室全長：約16メートル
- 玄室：長さ約5.45メートル、幅約3.64メートル、高さ約2.7メートル
- 羨道：長さ約10メートル、幅約1.8メートル、高さ約1.8メートル

石室には石英閃緑岩の巨石の切石が使用される。壁面は玄室では2段積み（奥壁3石：上段1石・下段2石、両側壁4石：上段2石・下段2石）、羨道では1-2段積み（両側壁10石）である。また天井石は玄室で2石、羨道で3石から構成される。
石室の形態としては岩屋山古墳（明日香村）と同様の特徴を有しており、「岩屋山式石室」と捉えられるが、岩屋山古墳よりも後出して峯塚古墳（天理市）からもやや後出する。

## 関連文献
（記事執筆に使用していない関連文献）
- 調査報告
  - 「カナヅカ古墳（第1次）範囲確認調査」『明日香村遺跡調査概報』 平成7年度、明日香村教育委員会、1996年。
  - 「カナヅカ古墳（第2次）範囲確認調査」『明日香村遺跡調査概報』 平成8年度、明日香村教育委員会、1997年。
  - 「カナヅカ古墳（第3次）範囲確認調査」『明日香村遺跡調査概報』 平成9年度、明日香村教育委員会、1998年。
- その他
  - 森浩一「忘れられていた平田岩屋古墳」『青陵』第17号、奈良県立橿原考古学研究所、1971年。
  - 藤井利章「飛鳥谷古墳集団の復原とその歴史的意義」『末永先生米寿記念献呈論文集』 乾、末永先生米寿記念会、1985年。
  - 亀田博「西内成郷と金塚」『季刊明日香風』第73号、飛鳥保存財団、1999年。